# 쉰들러 그룹
쉰들러 그룹(영어: Schindler Group)는 엘리베이터·에스컬레이터·무빙워크를 제조·판매하는 스위스의 기업이다. 로버트 쉰들러가 1874년에 설립했다.

## 한국
쉰들러 코리아의 전신인 1977년 설립된 '중앙엘리베이터'는 2003년에 쉰들러가 인수하여 본격적인 진출을 시작했다.
일부 제품 중에서는 현대엘리베이터와 제휴하여 생산한 제품도 존재하며 2019년 8월에는 신규 디자인인 S3300 모델을 출시하였다.

## 같이 보기
- 슈타들러 레일